# Sternotomis lequeuxi
Sternotomis lequeuxi là một loài bọ cánh cứng trong họ Cerambycidae.